# Smilla Holmberg
Smilla Hilma Holmberg (* 11. Oktober 2006 in Stockholm) ist eine schwedische Fußballspielerin, die seit 2022 bei Hammarby IF unter Vertrag steht und 2025 erstmals in der schwedischen Fußballnationalmannschaft der Frauen spielte.

## Werdegang

### Vereine
Holmberg spielt seit ihrem siebten Lebensjahr bei Hammarby IF. Die Rechtsverteidigerin bestritt als Fünfzehnjährige 2022 drei Spiele für Hammarby IF in der Damallsvenskan und anschließend ein Spiel für Älvsjö AIK, einem ebenfalls in Stockholm beheimateten Verein in der Elitettan, der zweithöchsten schwedischen Liga. In der Saison 2023 kam sie für Hammarby zu 13 Einsätzen in der Damallsvenskan, wobei sie zehnmal eingewechselt wurde. Sie schlossen die Saison mit dem Double ab und qualifizierten sich für die UEFA Women’s Champions League 2024/25, wo sie sich im Meisterweg gegen Benfica Lissabon durchsetzten und für die Gruppenphase qualifizierten. Hier konnten sie aber nur die beiden Spiele gegen SKN St. Pölten gewinnen. Gegen Titelverteidiger FC Barcelona und Manchester City wurden die vier Spiele verloren, so dass sie als Gruppendritte ausschieden. Holmberg wurde in einem Qualifikations- und fünf Gruppenspielen eingewechselt, spielte im letzten Gruppenspiel über 90 Minuten und gab die Vorlage zum zweiten Tor ihrer Mannschaft. Im Mai 2024 verlängerte sie ihren Vertrag bis 2026. In der Saison 2024 wurde sie nur in einem von 26 Ligaspielen nicht eingesetzt und erzielte zwei Tore. Als Dritte qualifizierten sie sich für die Qualifikation zur UEFA Women’s Champions League 2025/26.

### Nationalmannschaften
Holmberg durchlief die schwedischen Juniorinnen-Nationalmannschaften. Mit der U17-Mannschaft nahm sie an der Qualifikation zur EM 2023 teil und erreichte die Endrunde, wo sie aber die drei Gruppenspiele verloren und als Gruppenletzte ausschieden. Mit der U19-Mannschaft qualifizierte sie sich im Oktober 2023 für die zweite Qualifikationsrunde zur Europameisterschaft 2024, scheiterte in dieser aber an Deutschland. Ende Mai/Anfang Juni 2024 nahm sie mit der U23-Mannschaft an einem Viernationenturnier teil, bei dem drei Siege gegen Australien, Deutschland und Polen gelangen. Ende November/Anfang Dezember 2024 qualifizierte sie sich mit der U-19-Mannschaft für die zweite Qualifikationsrunde zur U-19-Fußball-Europameisterschaft der Frauen 2025. In dieser qualifizierte sie sich mit der Mannschaft im April 2025 als beste Gruppenzweite für die Endrunde. An dieser nimmt sie aber nicht teil, da sie im Mai erstmals für die A-Nationalmannschaft nominiert wurde.  Ihren ersten Einsatz hatte sie am 30. Mai 2025 beim torlosen Remis gegen Italien in der Nations League, wobei sie in der Startelf stand und bis zum Ende mitspielte.
Am 11. Juni wurde sie auch für die EM-Endrunde in der Schweiz nominiert. Sie war die jüngste Spielerin im Kader und die Feldspielerin mit den wenigsten Länderspielen. Dort schied sie mit ihrer Mannschaft im Viertelfinale gegen England im Elfmeterschießen aus, nachdem Holmberg den letzten Elfmeter über das Tor geschossen hatte. Im Gruppenspiel gegen Deutschland, das mit 4:1 gewonnen wurde, hatte sie ihr erstes Länderspieltor zum zwischenzeitlichen 2:1 erzielt und war damit auch die jüngste Torschützin des Turniers.

## Erfolge
- Schwedische Meisterin 2023
- Schwedische Pokalsiegerin 2022/23 (ohne Finaleinsatz) und 2024/25